# رابرت داونی سینیور
رابرت جان داونی سینیور (انگلیسی: Robert John Downey Sr.، با نام تولد رابرت الایس جونیور؛ ۲۴ ژوئن ۱۹۳۶ – ۷ ژوئیه ۲۰۲۱) بازیگر، کارگردان، تهیه‌کننده، نویسنده و فیلم‌بردار آمریکایی بود. او پدر رابرت داونی جونیور بود.
از آثار او می‌توان به ایفای نقش در فیلم پاتنی سووپ، مرد خانواده، سرقت از برج، مگنولیا، برای زندگی و مرگ، از جهان‌های دیگر و بوگی نایتز اشاره کرد.